# Sphaerothecium
Sphaerothecium är ett släkte av bladmossor. Sphaerothecium ingår i familjen Dicranaceae.
Kladogram enligt Catalogue of Life:
| Sphaerothecium | \| \| Sphaerothecium phascoideum \| \| \| \| \| \| Sphaerothecium reconditum \| \| \| \| \| \| Sphaerothecium subchlorophyllosum \| \| \| \| |
|                | \| \| Sphaerothecium phascoideum \| \| \| \| \| \| Sphaerothecium reconditum \| \| \| \| \| \| Sphaerothecium subchlorophyllosum \| \| \| \| |
|                | Sphaerothecium phascoideum |
|                | |
|                | Sphaerothecium reconditum |
|                | |
|                | Sphaerothecium subchlorophyllosum |
|                | |